# Emilia Dankwa
Emilia Dankwa (ur. 16 grudnia 2005 w Warszawie) – polska aktorka niezawodowa, celebrytka pochodzenia ghańskiego, która w dzieciństwie zdobyła rozpoznawalność dzięki drugoplanowej roli Zosi w serialu komediowym Rodzinka.pl.

## Życiorys
Jest córką redaktorki Moniki Dankwy (z domu Bekier) oraz montażysty pochodzenia ghańskiego - Eryka Dankwy . Ma młodszego brata Aleksandra oraz starszego, przyrodniego brata Wiktora Dankwę. 
Od 2011 do 2020 roku grała drugoplanową rolę Zosi w serialu komediowym Patricka Yoki Rodzinka.pl.
Absolwentka Liceum Ogólnokształcącego „I Liceum w Chmurze” w Warszawie. 

## Filmografia
- 2011–2020, od 2025: Rodzinka.pl – Zosia
- 2012: Być jak Kazimierz Deyna – Niunia w dzieciństwie